# Iphone SE (2016)
Iphone SE, i marknadsföringssammanhang skrivet iPhone SE, är en smarttelefon utvecklad och lanserad av Apple Inc. som en del av Iphone-serien. Smarttelefonen presenterades den 21 mars 2016 på en presentation av Apple. Iphone SE återvänder med designen som senast sågs med Iphone 5S, som bland annat inkluderar en mindre skärm än Iphone 6S och 6S Plus. Den har dock samma chipp och bakre kamera som Iphone 6S.
Priset för smarttelefonen var lägre än standarden för Iphoner. SE står för Special Edition, vilket översätts till specialutgåva. Den kan sägas ha ersatt Iphone 5C i budgetsegmentet.[källa behövs]
År 2020 släpptes en uppföljare med samma namn.